# Honest Love and True
Honest Love and True es un corto de animación estadounidense de 1938, de la serie de Betty Boop. Fue producido por los estudios Fleischer y distribuido por Paramount Pictures. En él aparecen Betty Boop y Pudgy.
Según Jerry Beck, historiador de la animación, no se han encontrado copias de dicho corto, por lo que se le considera perdido hasta a finales del 2021 cuando un usuario de Instagram llamado Rockin Pins tiene una copia de ese corto para que el año siguiente subirá completamente a Youtube gracias a una pedición del usuario Blaze Johsnon en la mismisima aplicación.

## Producción
Honest Love and True es la septuagésima cuarta entrega de la serie de Betty Boop y fue estrenada el 25 de marzo de 1938.